# L'Écho du vent en moi
Pour plus de détails, voir Fiche technique et Distribution.
L'Écho du vent en moi (내 안 에 우는 바람, Nae-an-e uneun balam) est un moyen métrage sud-coréen réalisé par Jeon Soo-il et sorti en 1997. Ce film fait partie d'un triptyque aux côtés d'Ask the Horse et de Rest on the Road réalisés postérieurement par Jeon Soo-il.
L'Écho du vent en moi a été présenté dans le cadre de la sélection Un certain regard lors du festival de Cannes 1997.

## Synopsis

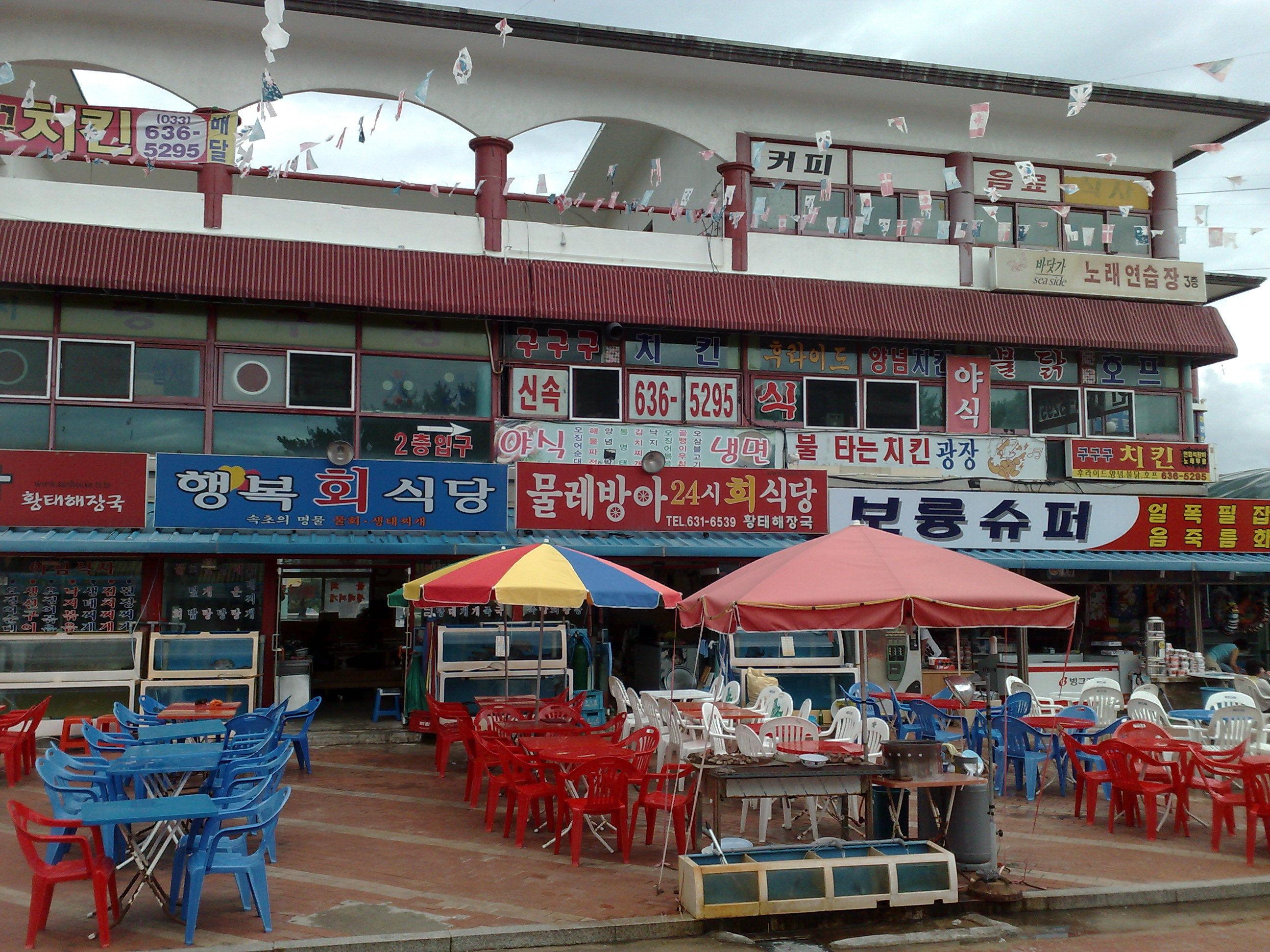
En voyage à Sokcho, le jeune homme réalise que la ville ne correspond plus à ses souvenirs d'enfance.

Un jeune homme a le projet d'écrire un livre basé sur ses rêves. Vivant seul dans un grenier, il les enregistre à l'aide d'un magnétophone avant de les porter sur un carnet à son réveil. Les rêves portent sur ses souvenirs d'enfance ou bien prennent place dans un lieu étrange qu'il ne parvient pas à reconnaître. Au cours d'un voyage avec sa petite-amie, il retourne à Sokcho, la ville où il a grandi. Se sentant mal à l'aise dans une ville qu'il ne reconnaît plus, il se rend compte que sa place n'est plus ici. À son retour, il termine le livre mais prend conscience de l'absence de sens du projet ; il s'en va après avoir brûlé le manuscrit.

## Fiche technique
- Titre : L'Écho du vent en moi
- Titre original coréen : 내 안 에 우는 바람
- Titre international : Wind Echoing in my Being
- Réalisateur : Jeon Soo-il
- Scénario : Jeon Soo-il
- Société de production : Dongnyuk Film[3]
- Photographie : Hwang Cheol-hyeon
- Montage : Park Gok-ji
- Pays d'origine : Corée du Sud
- Format : noir & blanc 35 mm
- Genre : Drame
- Durée : 40 minutes
- Langue : coréen]
- Dates de sortie : 
  -  France : mai 1997 (au festival de Cannes)
  -  Corée du Sud : 25 octobre 1997[3]

## Distribution
- Choi Hu-gon : le fou
- Jo Jae-hyeon : le jeune homme
- Kim Myung-gon (en) : le clochard
- Kim Myung-jo : la jeune fille
- Lee Choong-in : l'enfant

## Accueil et postérité
L'Écho du vent en moi a été présenté dans plusieurs festivals de cinéma. Il a notamment été sélectionné dans la catégorie Un certain regard lors du festival de Cannes 1997. Le style contemplatif de Jeon Soo-il a pu être comparé à celui d'Andreï Tarkovski, de Theo Angelopoulos ou encore à celui de Michelangelo Antonioni ; la lenteur du film est cependant critiquée.
Jeon Soo-il a réalisé deux autres courts métrages : Ask the Horse et Rest on the Road ; les trois histoires ont été assemblées pour former un long métrage de 113 minutes,. En 2009, le film est projeté lors du festival international du film d'Amiens dans le cadre d'un hommage à Jeon Soo-il.